# 14155 Cibronen
14155 Cibronen è un asteroide della fascia principale. Scoperto nel 1998, presenta un'orbita caratterizzata da un semiasse maggiore pari a 2,2665233 UA e da un'eccentricità di 0,0954128, inclinata di 3,33046° rispetto all'eclittica.